# Louis Carey
Louis Carey (Bristol, 22 gennaio 1977) è un ex calciatore scozzese, di ruolo difensore.

## Palmarès

### Individuale
- Squadra dell'anno della PFA: 1

2003-2004 (Division Two)